# Ugley
Ugley is een civil parish in het bestuurlijke gebied Uttlesford, in het Engelse graafschap Essex. De plaats telt 449 inwoners.